# Piotr Zaradny
Piotr Zaradny (* 16. Februar 1972) ist ein ehemaliger polnischer Radrennfahrer.
Piotr Zaradny gewann 2004 eine Etappe und den Prolog bei der Dookoła Mazowsza (Masowien-Rundfahrt). Im Jahr darauf entschied er diese Rundfahrt für sich, bei der er 2007 nochmals zwei Etappen und 2008 eine Etappe sowie das Mannschaftszeitfahren gewann. 2008 beendete er seine Radsportlaufbahn.

## Erfolge
2004
- zwei Etappen Dookoła Mazowsza

2005
- Dookoła Mazowsza

2007
- zwei Etappen Bałtyk-Karkonosze Tour
- drei Etappen Course de la Solidarité Olympique
- vier Etappen Dookoła Mazowsza
- eine Etappe Szlakiem Walk Majora Hubala
- eine Etappe Kroatien-Rundfahrt

2008
- eine Etappe Bałtyk-Karkonosze Tour
- eine Etappe Course de la Solidarité Olympique
- eine Etappe und Mannschaftszeitfahren Dookoła Mazowsza